# Per Ciljan Skjelbred
Per Ciljan Skjelbred (* 16. června 1987, Trondheim, Norsko) je norský fotbalový záložník a reprezentant. Mimo Norsko hrál na klubové úrovni v Německu.

## Klubová kariéra
- Trygg/Lade SK –2002 (mládežnické týmy)
- Rosenborg BK (mládežnické týmy)
- Rosenborg BK 2004–2011
- Hamburger SV 2011–2014
- →  Hertha BSC 2013–2014 (hostování)
- Hertha BSC 2014–

## Reprezentační kariéra
V A-mužstvu Norska debutoval 28. 3. 2007 v kvalifikačním utkání v německém městě Frankfurt nad Mohanem proti reprezentaci Turecka (remíza 2:2).